# Natação no Campeonato Mundial de Esportes Aquáticos de 2022 - 4x200 m livre masculino
A prova do revezamento 4x200 metros livre masculino da natação no Campeonato Mundial de Esportes Aquáticos de 2022 ocorreu no dia 23 de junho, em Budapeste, na Hungria.

## Recordes
Antes desta competição, os recordes mundiais e do campeonato nesta prova eram os seguintes:
| Tipo                  | Atleta         | Tempo     | Local | Data                |
| --------------------- | -------------- | --------- | ----- | ------------------- |
|                       | Estados Unidos | 6m 58s 55 | Roma  | 31 de julho de 2009 |
| Recorde do campeonato | Estados Unidos | 6m 58s 55 | Roma  | 31 de julho de 2009 |

## Medalhistas
| Ouro | Prata                                                                                     | Bronze                                                                                  |
| Estados Unidos · Drew Kibler · Carson Foster · Trenton Julian · Kieran Smith · Trey Freeman* · Coby Carrozza* | Austrália · Elijah Winnington · Zac Incerti · Samuel Short · Mack Horton · Brendon Smith* | Reino Unido · James Guy · Jacob Whittle · Joe Litchfield · Tom Dean · Matthew Richards* |

*Participaram apenas das eliminatórias, mas também receberam medalhas.

## Cronograma
Todos os horários são locais (UTC+2). 
| Data        | Hora  | Evento        |
| ----------- | ----- | ------------- |
| 23 de junho | 10:13 | Eliminatórias |
| 23 de junho | 19:37 | Final         |

## Resultados

### Eliminatórias
Esses foram os resultados das eliminatórias. A prova foi realizada no dia 23 de junho com início às 10:13.
| Pos. | Bateria | Raia | Nacionalidade  | Nadadores | Tempo   | Notas |
| ---- | ------- | ---- | -------------- | --- | ------- | ----- |
| 1    | 2       | 5    | Estados Unidos | Carson Foster (1:45.62) Trey Freeman (1:46.91) Coby Carrozza (1:46.22) Trenton Julian (1:45.64)                                 | 7:04.39 | Q     |
| 2    | 2       | 6    | Brasil         | Fernando Scheffer (1:46.33) Vinicius Assunção (1:46.81) Murilo Sartori (1:47.11) Breno Correia (1:46.73)                        | 7:06.98 | Q,    |
| 3    | 1       | 3    | Hungria        | Richárd Márton (1:46.52) Nándor Németh (1:47.17) Balázs Holló (1:47.03) Kristóf Milák (1:46.74)                                 | 7:07.46 | Q     |
| 4    | 1       | 2    | Coreia do Sul  | Hwang Sun-woo (1:46.42) Kim Woo-min (1:46.65) Lee Yoo-yeon (1:48.04) Lee Ho-joon (1:47.38)                                      | 7:08.49 | Q,    |
| 5    | 1       | 6    | China          | Hong Jinquan (1:47.54) Zhang Ziyang (1:47.34) Chen Juner (1:48.45) Pan Zhanle (1:46.20)                                         | 7:09.53 | Q     |
| 6    | 2       | 4    | Reino Unido    | Tom Dean (1:46.71) Matthew Richards (1:48.21) Joe Litchfield (1:47.36) Jacob Whittle (1:47.48)                                  | 7:09.76 | Q     |
| 7    | 2       | 3    | França         | Jordan Pothain (1:47.99) Hadrien Salvan (1:46.55) Roman Fuchs (1:46.97) Enzo Tesic (1:48.44)                                    | 7:09.95 | Q     |
| 8    | 1       | 4    | Austrália      | Brendon Smith (1:49.14) Zac Incerti (1:46.44) Samuel Short (1:46.97) Mack Horton (1:47.43)                                      | 7:09.98 | Q     |
| 9    | 1       | 5    | Itália         | Stefano Ballo (1:47.63) Matteo Ciampi (1:47.27) Gabriele Detti (1:47.89) Stefano Di Cola (1:47.37)                              | 7:10.16 |       |
| 10   | 2       | 2    | Israel         | Denis Loktev (1:48.74) Bar Soloveychik (1:48.53) Daniel Namir (1:47.55) Gal Cohen Groumi (1:47.88)                              | 7:12.70 |       |
| 11   | 2       | 1    | Canadá         | Ruslan Gaziev (1:48.57) Finlay Knox (1:48.48) Jeremy Bagshaw (1:49.23) Patrick Hussey (1:52.06)                                 | 7:18.34 |       |
| 12   | 2       | 7    | Singapura      | Glen Lim Jun Wei (1:50.64) Ardi Mohamed Azman (1:49.69) Jonathan Tan (1:51.31) Quah Zheng Wen (1:48.67)                         | 7:20.31 |       |
| 13   | 1       | 1    | Vietname       | Trần Hưng Nguyên (1:51.27) Nguyễn Hữu Kim Sơn (1:52.86) Hoàng Quý Phước (1:50.79) Nguyễn Huy Hoàng (1:54.82)                    | 7:29.74 |       |
| 14   | 1       | 7    | Tailândia      | Tonnam Kanteemool (1:52.01) Dulyawat Kaewsriyong (1:54.33) Ratthawit Thammananthachote (1:57.29) Navaphat Wongcharoen (1:56.64) | 7:40.27 |       |

### Final
A final foi realizada em 23 de junho às 19:37.
| Pos.              | Raia | Nacionalidade  | Nadadores                                                                                                | Tempo   | Notas                 |
| ----------------- | ---- | -------------- | --- | ------- | --------------------- |
| Medalha de ouro   | 4    | Estados Unidos | Drew Kibler (1:45.54) Carson Foster (1:45.04) Trenton Julian (1:45.31) Kieran Smith (1:44.35)            | 7:00.24 |                       |
| Medalha de prata  | 8    | Austrália      | Elijah Winnington (1:45.83) Zac Incerti (1:45.51) Samuel Short (1:46.44) Mack Horton (1:45.72)           | 7:03.50 |                       |
| Medalha de bronze | 7    | Reino Unido    | James Guy (1:46.31) Jacob Whittle (1:46.80) Joe Litchfield (1:47.36) Tom Dean (1:43.53)                  | 7:04.00 |                       |
| 4                 | 5    | Brasil         | Fernando Scheffer (1:45.52) Vinicius Assunção (1:46.44) Murilo Sartori (1:46.34) Breno Correia (1:46.39) | 7:04.69 | Recorde sul-americano |
| 5                 | 3    | Hungria        | Richárd Márton (1:48.12) Nándor Németh (1:45.73) Balázs Holló (1:47.74) Kristóf Milák (1:44.68)          | 7:06.27 |                       |
| 6                 | 6    | Coreia do Sul  | Hwang Sun-woo (1:45.30) Kim Woo-min (1:46.57) Lee Yoo-yeon (1:48.28) Lee Ho-joon (1:46.78)               | 7:06.93 | Recorde nacional      |
| 7                 | 1    | França         | Jordan Pothain (1:48.41) Léon Marchand (1:47.59) Roman Fuchs (1:46.27) Hadrien Salvan (1:46.51)          | 7:08.78 |                       |
| 8                 | 2    | China          | Hong Jinquan (1:47.74) Zhang Ziyang (1:47.95) Chen Juner (1:49.53) Pan Zhanle (1:45.71)                  | 7:10.93 |                       |

Legenda
| Recorde mundial       | Recorde mundial (World record)               |                       | Recorde africano                      | Recorde africano (African) |                                           | Q | Classificado por posição (Qualified) |
| Recorde do campeonato | Recorde do campeonato (Championship record)  | Recorde da América    | Recorde da América (Americas)         | q                          | Classificado por melhor tempo (Qualified) |   |                                      |
| Melhor marca do ano   | Melhor marca do ano (World leading)          | Recorde asiático      | Recorde asiático (Asian)              | DNS                        | Não largou (Did not start)                |   |                                      |
| Recorde nacional      | Recorde nacional (National record)           | Recorde europeu       | Recorde europeu (European)            | DNF                        | Não terminou (Did not finish)             |   |                                      |
| Recorde pessoal       | Recorde pessoal do atleta (Personal best)    | Recorde da Oceania    | Recorde da Oceania (Oceania)          | DSQ / DQ                   | Desclassificado (Disqualified)            |   |                                      |
| Recorde da temporada  | Recorde da temporada do atleta (Season best) | Recorde sul-americano | Recorde sul-americano (South America) | NM                         | Sem marca (No mark)                       |   |                                      |